# Age of Empires Online
Age of Empires Online (AoEO) – czwarta odsłona serii gier strategicznych rozgrywanych w czasie rzeczywistym. Jest ukierunkowana na aspekty gry przez internet oraz społecznościowe. Za produkcję z początku miało odpowiadać studio Robot Entertainment, w skład którego wchodzą ludzie, którzy pracowali nad poprzednimi częściami cyklu, jednak 24 lutego 2011 ogłoszono, że produkcję przejmie Gas Powered Games. Gra opierała się na platformie Games for Windows – Live.
1 lipca 2014 roku serwery gry zostały wyłączone. Age of Empires Online było produkcją F2P z mikropłatnościami. Gra nie zyskała dużej liczby aktywnych graczy. Fakt ten spowodował, że tworzenie dodatkowych rozszerzeń i utrzymywanie tytułu stało się nieopłacalne. Do zamknięcia gry przyczyniła się też rezygnacja Microsoftu z Games for Windows Live, która to usługa była jedną z kluczowych części trybu sieciowego AoEO.